# Paisley Park Records

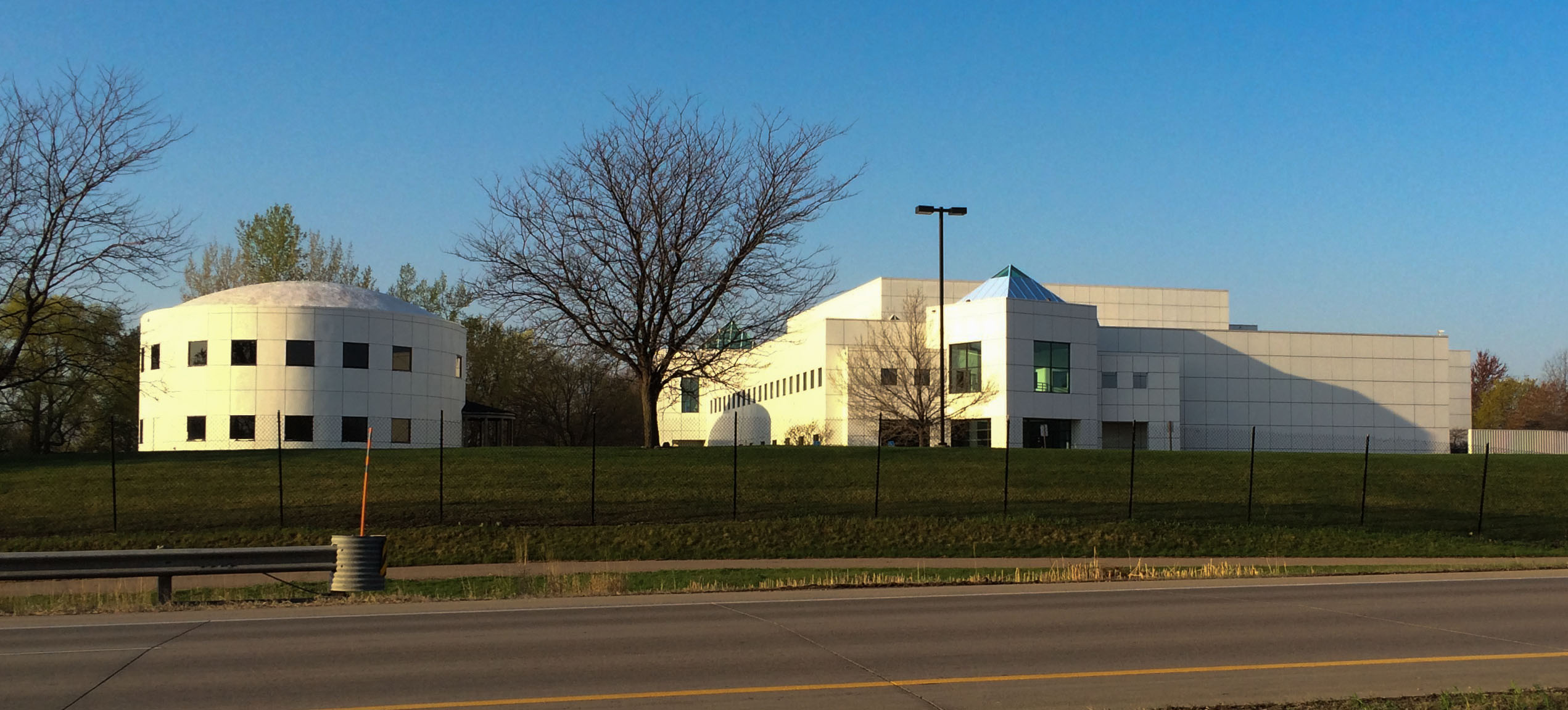
Paisley Park Studios

Paisley Park Records fut le label discographique de Prince, fondée en 1985, partiellement financée et distribuée par Warner Bros. Ce label a disparu en 1994.
Il fut présidé par Alan Leeds (en) jusqu'en 1992, Leeds ayant assuré par ailleurs le management du Purple Rain Tour.
Outre les disques de Prince, Paisley Park Records a également publié les disques de The Time, Sheila E., The Family, Mavis Staples, George Clinton, Carmen Electra, Jill Jones ou The Three O'Clock ou encore Madhouse.